# Tapeinostemon surinamense
Tapeinostemon surinamense là một loài thực vật có hoa trong họ Long đởm. Loài này được (Jonker) Steyerm. ex Lemée miêu tả khoa học đầu tiên năm 1954.